# Marco Zanetti (hockeista su ghiaccio)
Marco Zanetti (Varese, 12 marzo 2002) è un hockeista su ghiaccio italiano, milita come attaccante nell'HC Lugano, squadra della National League, e nella Nazionale italiana.

## Palmarès

### Nazionale
- Campionato mondiale di hockey su ghiaccio Under-20 - Seconda Divisione Gruppo A: 1

Italia 2022

### Individuale
- Miglior Plus/Minus del Campionato mondiale di hockey su ghiaccio Under-20 - Seconda Divisione Gruppo A: 1

Italia 2022 (+7)